# Coleophora tenuis
Coleophora tenuis é uma espécie de mariposa do gênero Coleophora pertencente à família Coleophoridae.